# Soběchleby (Krupka)
Soběchleby (německy Sobochleben) jsou vesnice, část města Krupka v okrese Teplice. Nachází se asi 2,5 kilometru jihovýchodně od Krupky. Prochází zde silnice I/13.  Je zde mateřská škola a pobočka knihovny města Krupka. Na návsi stojí stará kaplička a u ní roste jírovec maďal. Jsou tu tři zastávky autobusu a obchod s potravinami. Soběchleby leží v katastrálním území Soběchleby u Krupky o rozloze 2,67 km².

## Historie
První písemná zmínka o vesnici pochází z roku 1335.

## Obyvatelstvo
Při sčítání lidu v roce 1921 ve vsi žilo 1 071 obyvatel (z toho 521 mužů), z nichž bylo 399 Čechoslováků, 649 Němců, tři příslušníci jiné národnosti a dvacet cizinců. Převažovali římští katolíci (905 osob) a dalších 107 lidí bylo bez vyznání. Kromě nich ve vsi bylo čtyřicet evangelíků, pět členů církve československé, šest židů a osm příslušníků nezjišťovaných církví. Podle sčítání lidu z roku 1930 měla vesnice 1 110 obyvatel: 380 Čechoslováků, 717 Němců, dva Židy, jednoho příslušníka jiné národnosti a třináct cizinců. Devět z nich bylo evangelíky, tři židy, třináct bez vyznání a ostatní (1 041 osob) patřili k římskokatolické církvi.
|           | 1869 | 1880 | 1890 | 1900  | 1910  | 1921  | 1930  | 1950 | 1961 | 1970 | 1980 | 1991 | 2001 | 2011 | 2021 |
| --------- | ---- | ---- | ---- | ----- | ----- | ----- | ----- | ---- | ---- | ---- | ---- | ---- | ---- | ---- | ---- |
| Obyvatelé | 389  | 527  | 700  | 1 015 | 1 070 | 1 071 | 1 110 | 543  | 511  | 409  | 374  | 292  | 339  | 324  | 291  |
| Domy      | 50   | 61   | 69   | 77    | 95    | 100   | 109   | 105  | 93   | 91   | 90   | 81   | 83   | 89   | 91   |

## Obecní správa
Při sčítání lidu v letech 1869–1980 Soběchleby byly samostatnou obcí, se kterým patřily nejprve do okresu Ústí nad Labem, ale v letech 1950–1980 v okrese Teplice. Od 1. července 1980 je částí města Krupka v okrese Teplice.

## Pamětihodnosti
- Na okraji vesnice stojí kaple z konce 18. století. Ve věžičce je litinový zvon.